# 马尔穆捷
马尔穆捷（法語：Marmoutier，法語發音：[maʁmutje] ⓘ）是法国下莱茵省的一个市镇，位于该省西部，属于萨韦尔讷区。

## 地理
马尔穆捷（48°41'24"N, 7°22'52"E）面积14.07 平方千米，位于法国大東部大區下莱茵省，该省份为法国大陆部分最东部的省份，是阿尔萨斯的一部分，今与上莱茵省组成了阿尔萨斯欧洲集体，其南至上莱茵省，西南接孚日省和默尔特-摩泽尔省，西接摩泽尔省，北与德国接壤。
与马尔穆捷接壤的市镇（或旧市镇、城区）包括：迪姆斯塔勒、戈特努斯、埃根、恩维莱尔、洛克维莱、奥泰尔斯维莱、雷纳尔德斯曼斯泰、勒唐布尔、什韦奈姆、塔勒马尔穆捷、索姆罗。
马尔穆捷的时区为UTC+01:00、UTC+02:00（夏令时）。

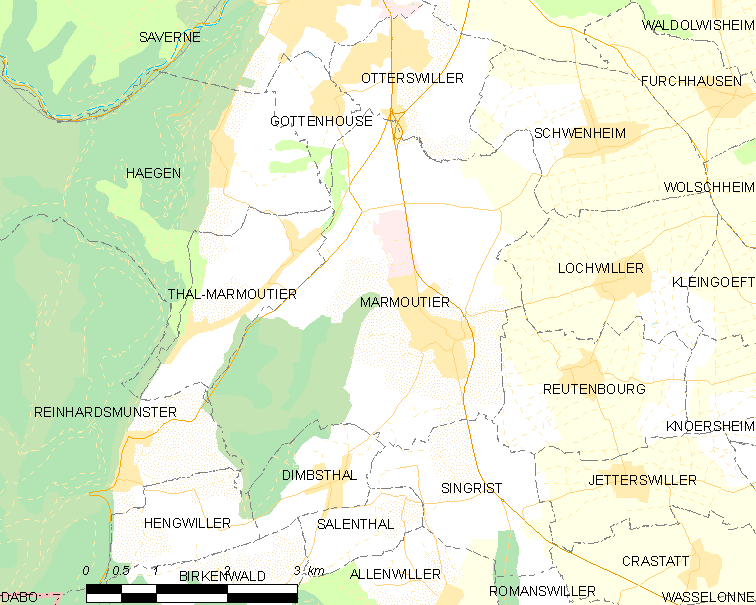
马尔穆捷的OSM定位图

## 行政
马尔穆捷的邮政编码为67440，INSEE市镇编码为67283。

## 政治
马尔穆捷所属的省级选区为萨韦尔讷县。

## 人口

1962-2008年间马尔穆捷人口变化图示

马尔穆捷于2022年1月1日时的人口数量为2703人。